# マリアビートル
『マリアビートル』（MARIABEETLE）は、伊坂幸太郎による日本の小説で、2010年9月22日に角川書店より発行された。
『グラスホッパー』の続編として描かれ、同作の登場人物も登場する。第7回大学読書人大賞受賞作。

## あらすじ
元殺し屋の木村雄一は、幼い息子を遊び半分でデパートの屋上から突き落とし、意識不明の重体にした中学生・王子慧に復讐するため、東京駅にて彼が乗った盛岡行き東北新幹線「はやて」に乗る。ところが王子は木村が自分を殺そうとしていることはおろか、元殺し屋という過去も知っており、木村をスタンガンで気絶させる。自信家の王子は大人を翻弄することが好きで、今回も遊び半分で木村を誘い出したとし、自分の知り合いが密かに木村の息子の命を狙っていると教え、彼をコントロール下に置く。
腕の立つ殺し屋のコンビである蜜柑と檸檬は、裏社会の大物・峰岸良夫の依頼を受けて誘拐された彼の息子を救出し、支払われた身代金の回収を行った。それらを盛岡に運ぶため新幹線に乗るが、身代金の入ったトランクを紛失してしまう。さらに2人が目を離した隙に峰岸の息子も殺されていた。途中の各駅には任務確認のために峰岸の部下も配置されており、このままでは峰岸に粛清されるため、2人は慌てる。
ツキのない殺し屋である七尾は、仲介屋で仕事のパートナーである真莉亜より、「簡単な仕事」として東京駅から新幹線に乗り、トランクを奪って上野駅で降りる仕事を受ける。いざ上野で降りようとすると、偶然にも因縁ある殺し屋・狼と鉢合わせしてしまう。狼が邪魔をして上野で降りられず、その彼とは車内で揉み合いとなって殺してしまう。狼の死体を隠し、次の大宮で降りようとするが再び不運が訪れ、降車に失敗する。
それぞれ3組の殺し屋たちは自分たちの危機を脱するため、王子は大人たちを翻弄するため、身動きの取れない新幹線内で行動を起こす。

## 主な登場人物
木村雄一（きむら ゆういち）
元殺し屋。アルコール中毒だが息子の渉が入院して以降、アルコールを断っている。息子を重体にさせた王子に復讐するため、彼が乗ったという盛岡行き東北新幹線に乗り込む。しかし、逆に王子に手玉に取られてしまう。
蜜柑と檸檬（みかん、れもん）
腕の立つ殺し屋コンビ。峰岸からの依頼で誘拐された彼の息子と支払い済みの身代金の回収を行い、峰岸が待つ盛岡に運ぶ手はずであったが、2人が目を離した隙に峰岸の息子は殺されており、身代金が入ったトランクも紛失してしまう。
彼らの視点を意味するハンコは「果物」になっている。
王子慧（おうじ さとし）
邪悪で狡猾な男子中学生。外見は普通の中学生ながら、それすら利用して大人を騙し、翻弄する。またどんな悪事を働いても助かる自分の強い幸運を信じている。物語開始の少し前に木村の息子である渉をデパートの屋上から突き落とし意識不明の重体にした。自分を殺しにやってきた木村を逆に手玉に取ってしまう。
七尾（ななお）
ツキのない殺し屋。業界では天道虫と呼ばれ、真莉亜から仕事の指示を受けている。東京駅から乗車し、蜜柑らが運ぶトランクを盗んで上野駅で降車する仕事を請けるが、因縁ある狼と出くわして彼を殺してしまうなど、様々なアクシデントに巻き込まれ、途中降車も叶わず終点盛岡に近づいていく。
彼の視点を意味するハンコは「天道虫」になっている。
真莉亜（まりあ）
七尾に仕事の指示を送る女性。七尾から見て優秀で戦闘力も高いが、自分はあくまで窓口と言って七尾にやらせる。彼女がいう「簡単な仕事」は毎回、七尾の不運もあって大変なことになる。
狼（おおかみ）
七尾に恨みを持つ殺し屋。威勢は良いが弱者しか相手にできない小心者で、寺原に目を掛けられていた、鯨を殺したのは自分だなど、見栄を張った嘘が多く、異名も「オオカミ少年」などの狼に由来する。
木村渉
木村雄一の息子。5歳。物語開始前に王子にデパートの屋上から突き落とされ、意識不明の重体で東京の病院に入院している。
木村茂と晃子
木村雄一の両親。現在は岩手県に住んでいる。王子の命令を受けた木村に呼ばれ、新幹線に途中乗車する。
峰岸良夫
裏社会の有力者で恐れられる人物。前作『グラスホッパー』で寺原が殺されたことをきっかけに危機感を抱き、現在は盛岡に移り住んで姿を隠している。息子が誘拐され、その救出と支払った身代金の回収を蜜柑と檸檬に依頼する。途中の騒動により、終点盛岡にて自ら確認に出る。
峰岸の息子
誘拐されていた峰岸の息子。20代半ばの青年。峰岸の依頼を受けた蜜柑と檸檬に助け出され、新幹線に乗るが、2人が目を離した隙に何者かに殺されてしまう。
王子の協力者
王子との定時連絡が途絶えれば木村の息子を殺す契約をしている男。医療器具に詳しく、その時になれば機器を操作して事故に見せかけ殺すという。
鈴木
塾講師。前作『グラスホッパー』の登場人物。亡き妻の両親と会うため新幹線に乗っている。
繁
木村茂のかつての仕事の後輩。木村雄一が幼少の頃にも木村家によく訪れていた。
槿（あさがお）
「押し屋」と呼ばれる殺し屋。前作『グラスホッパー』の登場人物。相手を後ろから押し、車などに轢かせ殺害する。
スズメバチ
毒を得意とする殺し屋。前作『グラスホッパー』の登場人物で、裏社会の大物である寺原を殺害し、業界で有名となる。しかし、その後は姿を消し、引退したと思われている。実は男女2人組の殺し屋だがこれも知られていない。

## 書籍情報
- 単行本：2010年9月発行、角川書店、ISBN 978-4-04-874105-7
- 文庫本：2013年9月発行、角川文庫、ISBN 978-4-04-100977-2-C0193
  - 登場人物である七尾の前日譚「ついていないから笑う」（初出：ダ・ヴィンチ 2010年3月号）が併録。

## 舞台化
2018年2月14日から18日にかけて、東京・全労済ホール/スペース・ゼロにて上演された。脚本を太田守信、演出を元吉庸泰が担当した。

### キャスト
- 七尾 - 平野良
- 王子 - 坂口湧久
- 蜜柑 - 小沼将太
- 檸檬 - 碕理人
- 鈴木 - 若宮亮
- 狼 - 山本侑平
- スズメバチ - 中村裕香里
- 車掌 - 深澤恒太
- 真莉亜 - 福圓美里
- 木村 - 谷口賢志

## 映画化
2022年にハリウッドにおいて本作を原作とする映画『ブレット・トレイン』が公開された。主演はブラッド・ピット。